# Am încălcat legea
Am încălcat legea este o dramă americană din anul 1970 a regizorului John Frankenheimer în rolurile principale jucând Gregory Peck și Tuesday Weld.
Scenariul scris de Alvin Sargent, este o adaptare a romanului An Exile de Madison Jones. Coloana sonoră a filmului Am încălcat legea, aparține lui Johnny Cash și prezintă printre altele și cântecul său de succes cu titlu omonim, compus în 1956.

## Prezentare
Henry Tawes este șeriful orășelului Sutton din statul Tennessee. Într-o zi urmărind o camionetă care mergea cam în zigzag, o cunoaște cu această ocazie pe Alma, o fetișcană minoră și pe fratele ei mai mic Buddy, care tocmai învăța să conducă mașina. După un timp, Alma vine în biroul lui și se plânge că un alt frate de-al ei, Clay, a lăsat-o în oraș și nu are cum să ajungă acasă. În drum spre casă, Tawes este sedus de Alma. Tawes se cam simte plictisit alături de soția sa Ellen Haney și caută tot mai des să fie în apropierea lui Alma cu care începe o relație amoroasă tot mai intensă. Ce nu știe însă, e că tocmai tatăl fetei, McCain, care fabrica clandestin whisky, a forțat-o să-l seducă, încât să-l poată apoi șantaja ca să-și continue fabricarea de alcool mai departe.  
Ajutorul de șerif Hunnicutt, prinde de veste că ceva nu e în ordine cu șeful lui. Urmărind-o pe Alma, descoperă distileria de whisky, așa că este omorât de familia fetei. Tawes îi ajută să facă dispărut cadavrul și își face planuri să fugă cu Alma în California.

## Distribuție
- Gregory Peck – Sheriff Tawes
- Tuesday Weld – Alma McCain
- Estelle Parsons – Ellen
- Ralph Meeker – Carl McCain
- Lonny Chapman – Bascomb
- Charles Durning – Hunnicutt
- Jeff Dalton – Clay McCain
- Freddie McCloud – Buddy McCain
- Jane Rose – Elsie
- J.C. Evans – Grandpa Tawes
- Margaret A. Morris – Sybil
- Bill Littleton – Pollard
- Leo Yates – Vogel
- Nora Denney – Darlene Hunnicutt